# A hímvessző papillomatosisa
A hímvessző papillomatosisa, latinul papillomatosis penis vagy papillomatosis coronae glandis a férfi nemi szerven előforduló bőrelváltozás.

## Leírása
A hímvessző ártalmatlan papillómái olyan jóindulató bőrdaganatok (szemölcsszerű bőrkinővések), amelyek elsősorban a makk peremén fordulnak elő. Színük a makkéval megegyezik, vagy annál valamivel világosabbak. Számuk és méretük igen változó lehet. Előfordulhat mindőssze néhány darab, de gyakran több sorban, sűrün helyezkednek el körben a makk felszínén. A bőrfelületből való kiemelkedésük a fél mm-től a néhány (4–5) mm-es méretig terjedhet. Kialakulását egy kötőszöveti mag körül kialakult túlnőtt sejtcsoport jóindulatú burjánzása okozza. 
A papillómák jelenléte a makk bőrének egy speciális élettani állapota, nem számít betegségnek és nem vírusfertőzés (például HPV) okozza.[forrás?] A szexuális tevékenységre nincs befolyással. Nem keverendő össze a hímvesszőn előforduló Fordyce-foltokkal. A különböző tanulmányok az előfordulás gyakoriságára más-más adatokat adnak meg. Egyes felmérések szerint a férfiak akár 48%-nál is előfordulhat, míg más tanulmányok csak 8%-ra becsülik az előfordulás gyakoriságát.
A jelenség nem igényel orvosi beavatkozást vagy kezelést. Az esetleg zavaró nagyobb kinövések, vagy esztétikai megfontolások miatt a papillómák szén-dioxidos lézeres kezeléssel eltávolíthatók.

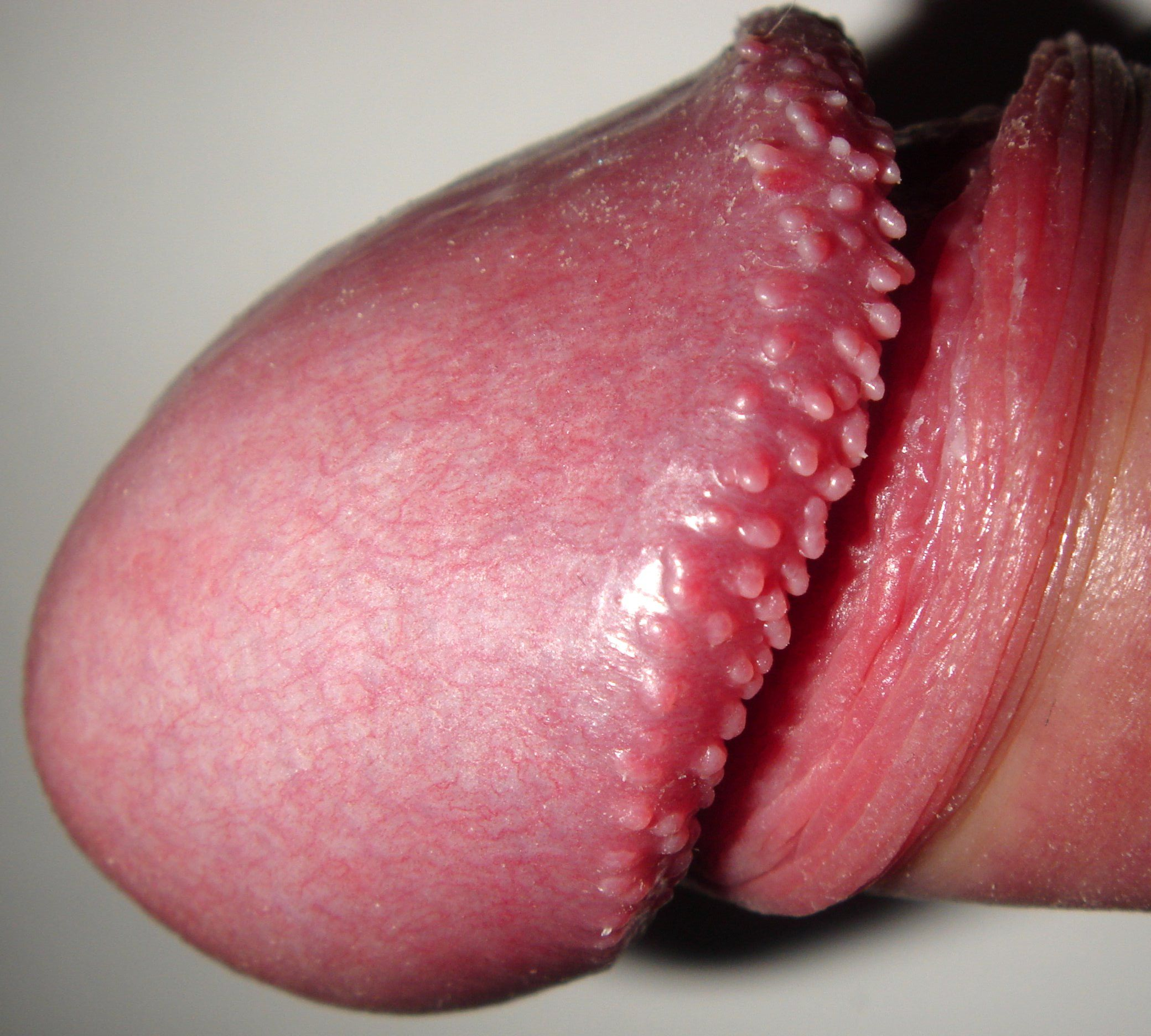
A hímvessző makkja
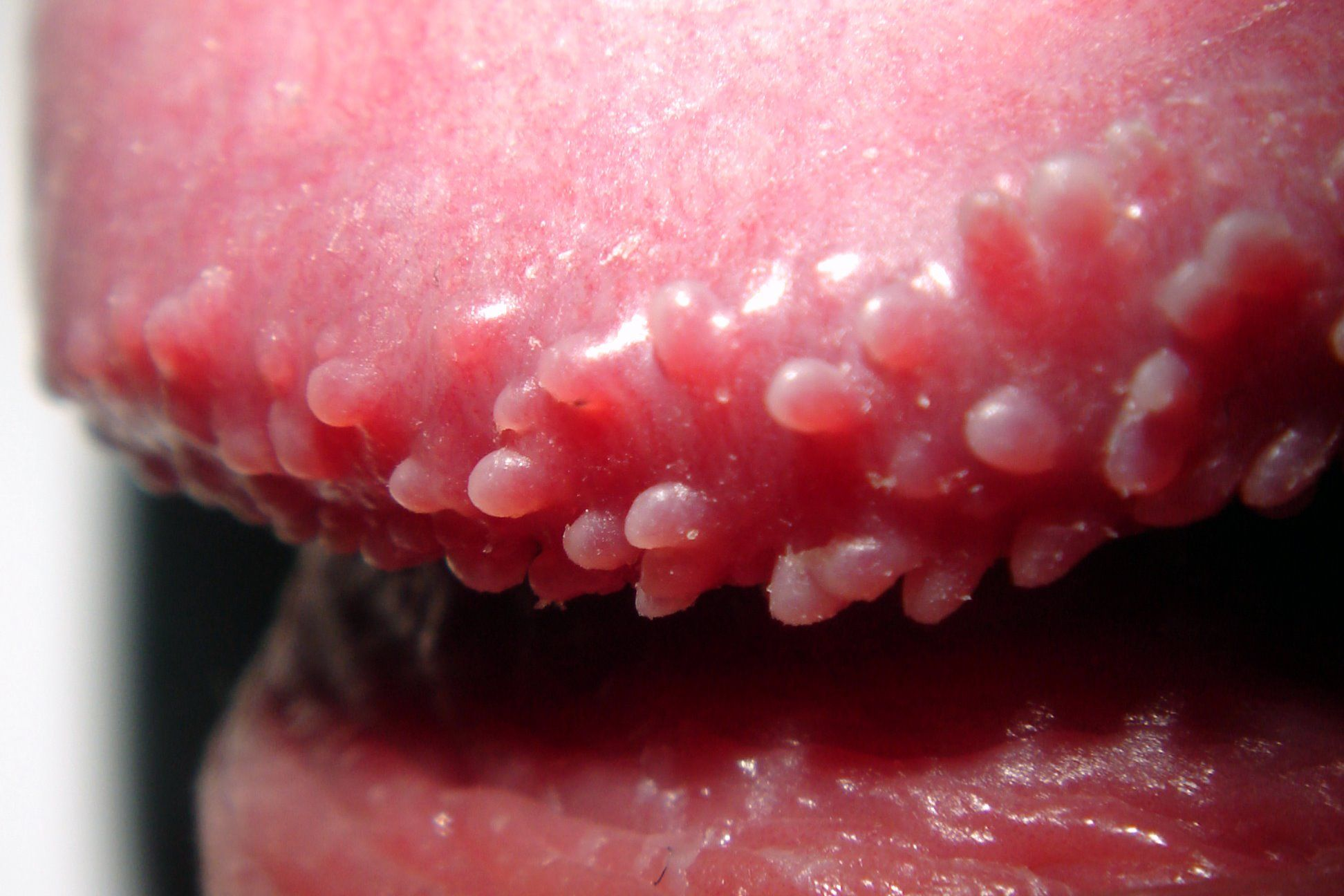
A makk pereme a papillómákkal
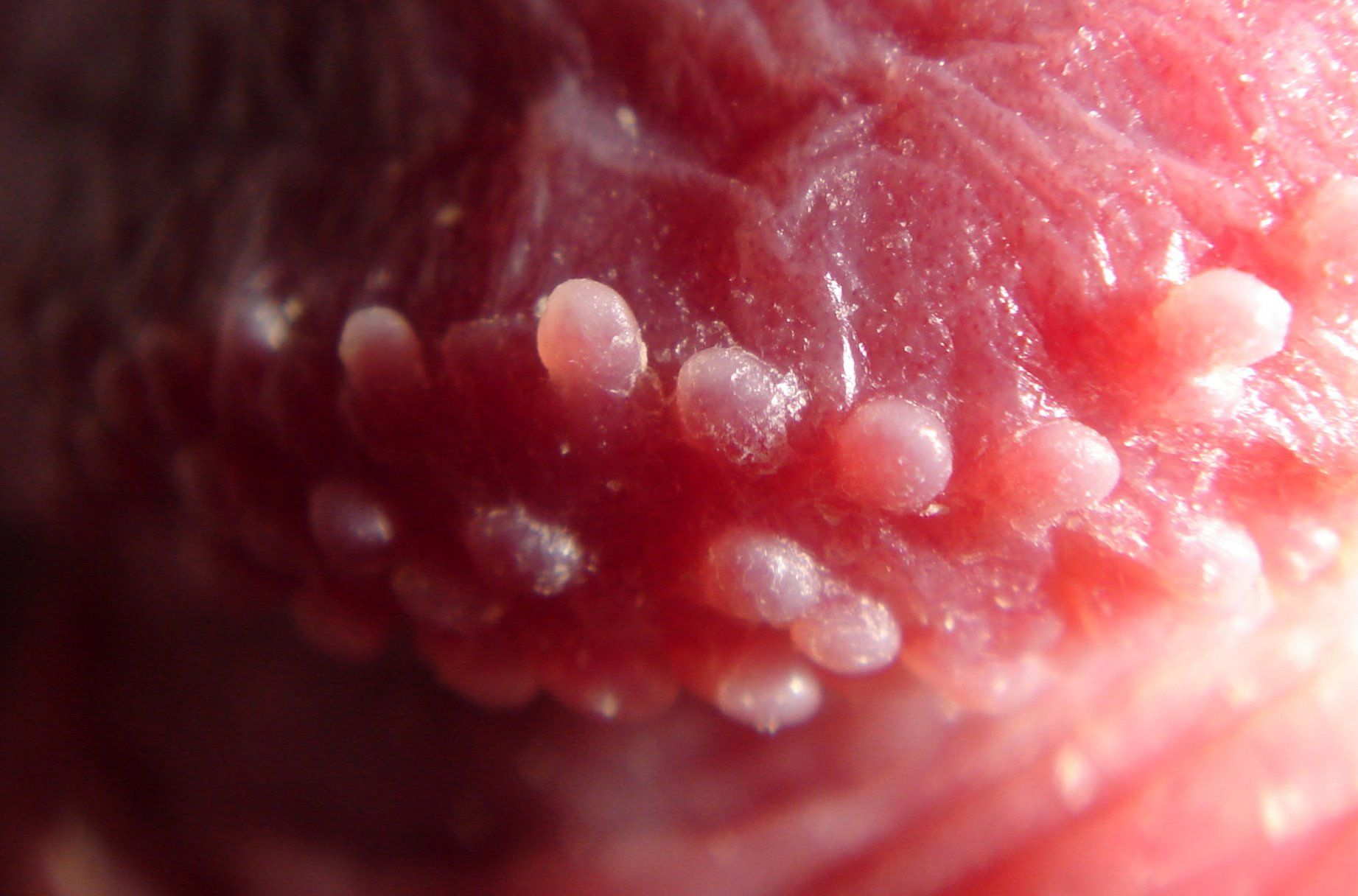
A papillómák közelről